# 进攻
在體育運動中，進攻是指以攻擊對手的方式獲取得分或進球。該術語亦可以指涉及犯罪事項的策略。
一般來說，足球隊的進攻都會直接打進對手球門以獲取得分，但在美式足球等體育項目中，常見的是防守和特勤組（特勤組主要作為球隊在踢球時的進攻以得分，以及在回球時防守）協助得分。而對於板球來說，儘管擊球是主要的得分來源，但板球場的邊場球員一般也會進行進攻。棒球比賽的擊球員必須手握球棒站在本壘兩側的打擊區內，設法將防守方投手所投的球擊出，以便上壘。如能經過一壘、二壘和三壘，最終回到本壘，即可得分。籃球隊的進攻會投進對手籃框以獲取分數。